# Witch Doctor
"Witch Doctor" é uma canção norte-americana escrita e produzida por Ross Bagdasarian Sr., sob o pseudônimo de David Seville. A música conta a história de um homem apaixonado por uma mulher que inicialmente não retribui seus afetos. Ansiando por sua companhia, o homem procura um feiticeiro para pedir conselhos. O sábio feiticeiro responde: "oo ee oo aa aa, ting, tang, walla walla bing bang" (uma frase que é repetida três vezes como o refrão da música). No meio da música, o homem diz à mulher que a ama.

## Desempenho nas tabelas musicais
A música alcançou o primeiro lugar na Billboard Top 100 (antecessora da Billboard Hot 100). O single foi considerado um grande sucesso surpresa nas paradas, onde se tornou o primeiro single número 1 de Sevilha e permaneceu na posição por mais de três semanas. O single também alcançou o primeiro lugar no ranking de R&B da Billboard. O single vendeu mais de 1 milhão de cópias nos Estados Unidos, e nesse mesmo período a Billboard classificou-a como a música número 4 em 1958.

## Versão dos Cartoons
"Witch Doctor" foi regravado em 1998 pelo grupo musical dinamarquês de bubblegum dance Cartoons, para seu álbum de estreia "Toonage". Sua 
versão fez muito sucesso na Europa, chegando alcançar o top 40 em muitos países além de atingir 2° lugar no UK Singles Chart. A canção dos Cartoons também foi destaque na série de compilação Dancemania e na série de jogos Dance Dance Revolution (começando com o DDRMAX Dance Dance Revolution 6thMix).

### Faixas e formatos
| CD Single      |                                       |         |  |
| N.º            | Título                                | Duração |  |
| 1.             | "Witch Doctor" (mix de rádio)         | 3:05    |  |
| 2.             | "Witch Doctor" (mix estendido)        | 4:14    |  |
| 3.             | "Witch Doctor" (remix fora da África) | 5:09    |  |
| Duração total: | Duração total:                        | 12:28   |  |

### Desempenho nas tabelas musicais
Posições
| Tabela musical (1998)                          | Melhor posição |
| ---------------------------------------------- | -------------- |
| Bélgica - (Ultratop 50 Flandres)               | 9              |
| Europa - (Eurochart Hot 100)                   | 11             |
| França - (SNEP)                                | 22             |
| Alemanha - (GfK Entertainment Charts)          | 68             |
| Países Baixos - (Top 40 da Holanda)            | 12             |
| Nova Zelândia - (Recorded Music NZ)            | 31             |
| Escócia - (Scottish Singles and Albums Charts) | 2              |
| Reino Unido - (UK Singles Chart)               | 2              |
| Suécia - (Sverigetopplistan)                   | 13             |

## Ligações Externas
- Videoclipe oficial de Witch Doctor de Cartoons no YouTube